# Mañeru
Mañeru ist ein Ort am spanischen Jakobsweg Camino Francés, in der Autonomen Gemeinschaft Navarra.
Der Ort gehörte im Mittelalter dem Johanniterorden, die Reste ihrer Komturei, das Hospiz von Bargota, passiert man zu Fuß von Puente la Reina kommend.
Heute finden sich im Dorf Reste der gotischen Kirche, die Pfarrkirche San Pedro aus dem 18. Jahrhundert und eine der Heiligen Barbara gewidmete Wallfahrtskirche.